# Kleines Schloss (Blankenburg)

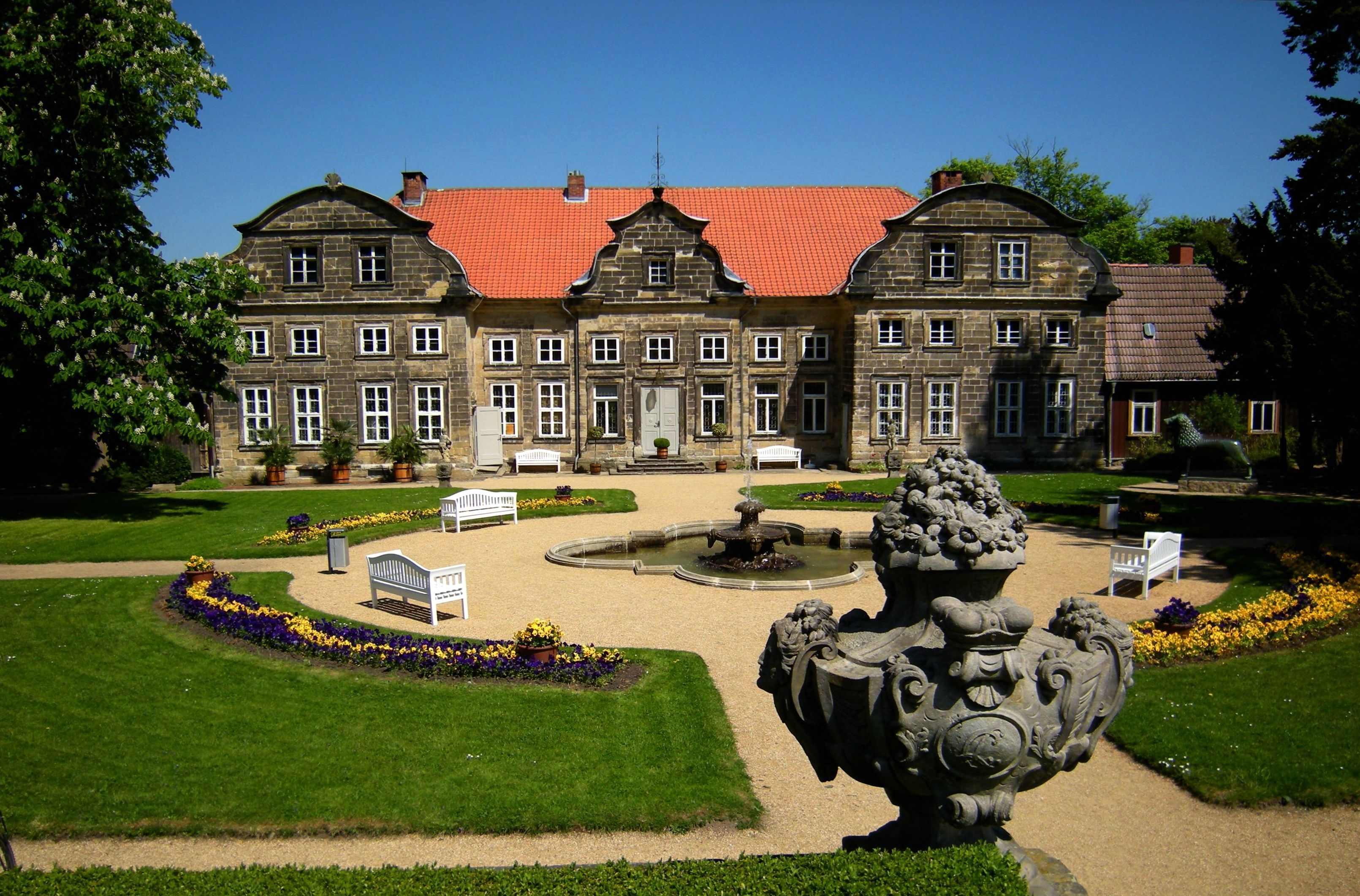
Kleines Schloss, Gartenseite, 2008

Das Kleine Schloss ist ein denkmalgeschütztes Schloss in der Stadt Blankenburg (Harz) in Sachsen-Anhalt. In ihm sind die Touristeninformation, das Projektbüro der Harzer Wandernadel sowie seit April 2022 eine kleine Dauerausstellung zur Geschichte Blankenburgs, der Welfen und der Schlossgärten untergebracht.

## Lage
Es befindet sich an der Adresse Schnappelberg 6 im Südosten Blankenburgs, östlich am Fuß des Burgbergs. Südlich erstrecken sich die Blankenburger Schlossgärten. Vor der Nordseite des Hauses steht das Sühnekreuz.

## Geschichte

### Errichtung und Umbauten im 18. und 19. Jahrhundert

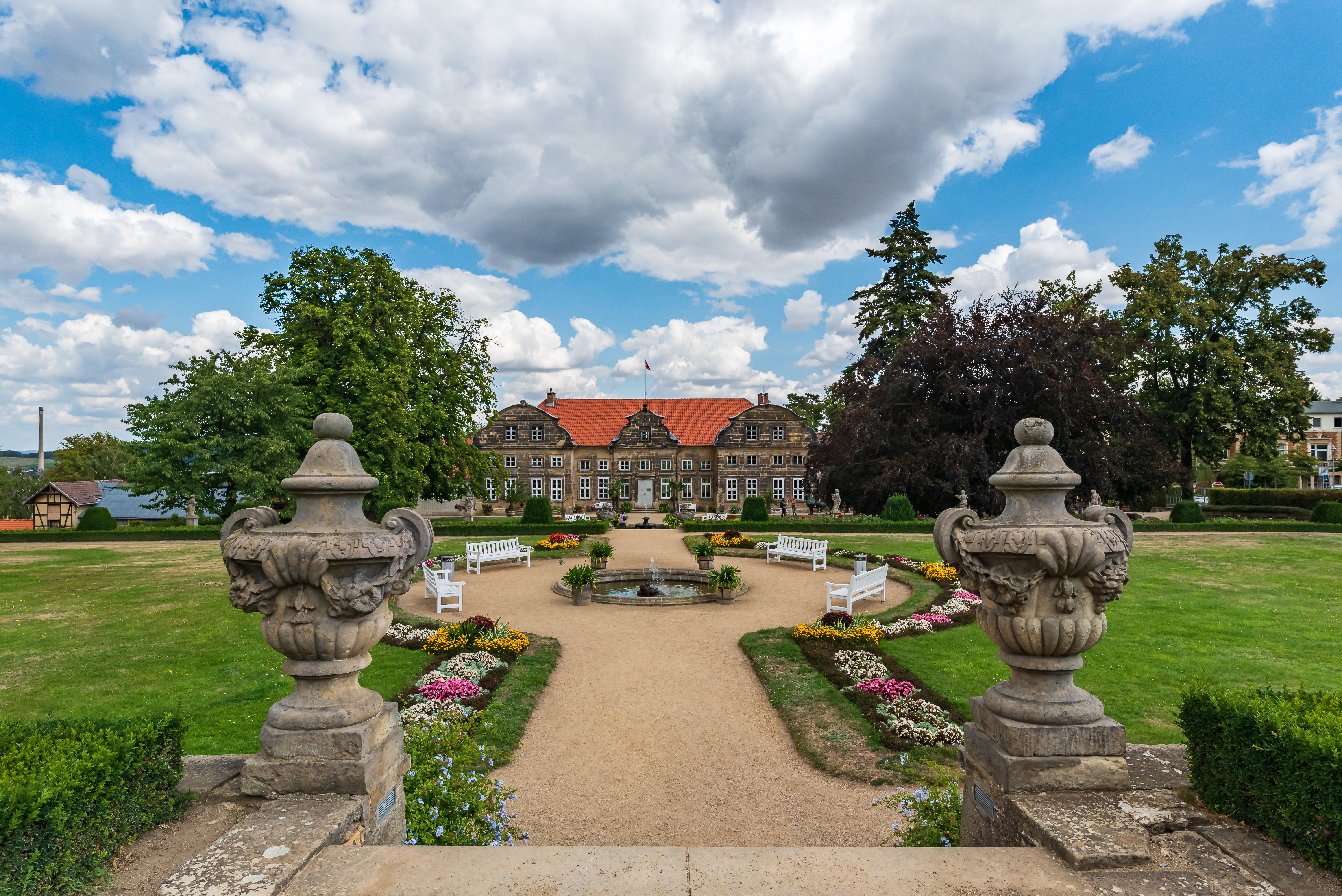
Kleines Schloss von der Gartenseite im Jahr 2019

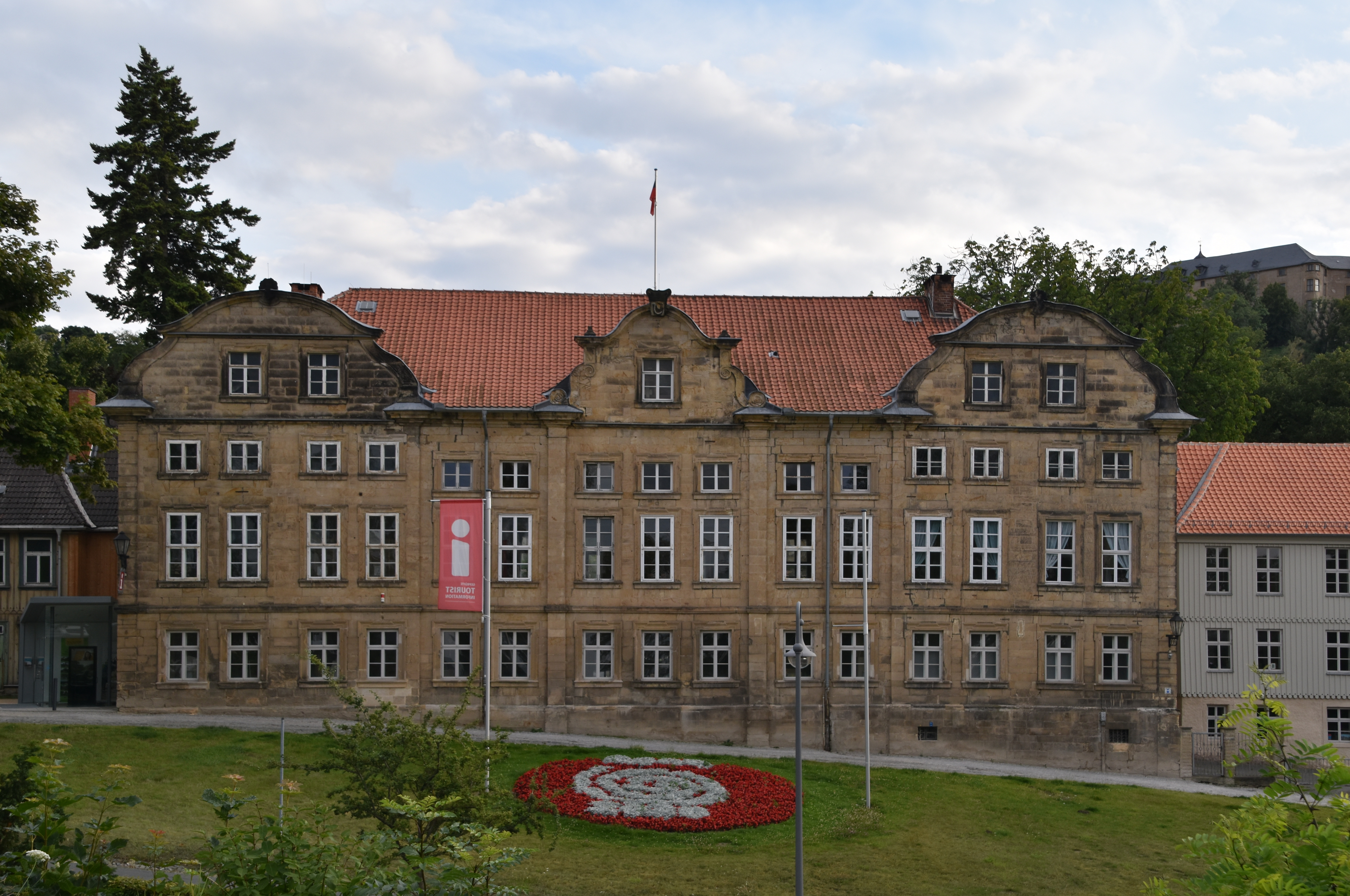
Kleines Schloss von der Straßenseite im Jahr 2020

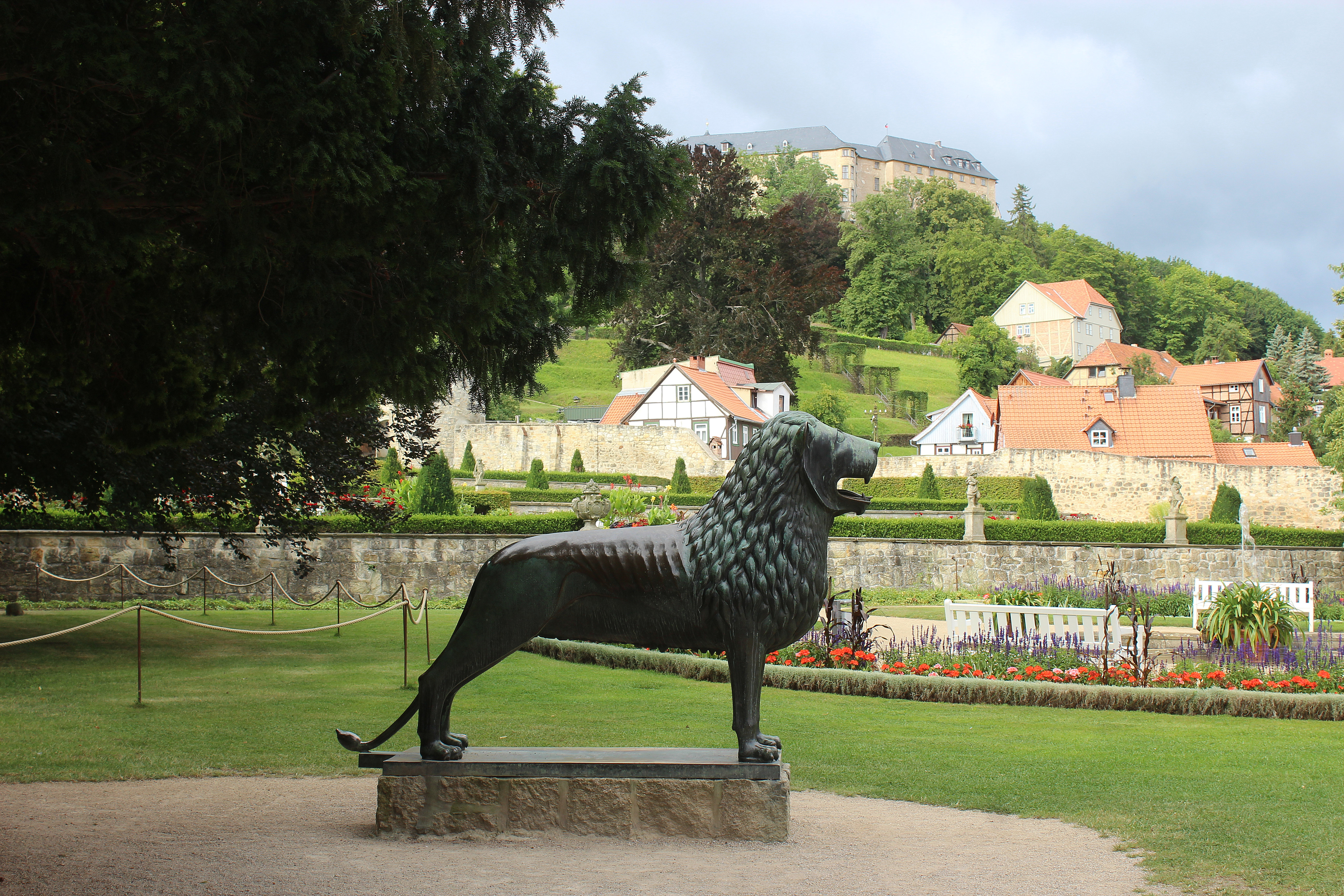
Eine Kopie des Braunschweiger Löwen steht vor dem Kleinen Schloss

Im Jahr 1725 ließ der Fürst von Blankenburg Ludwig Rudolf von Braunschweig-Wolfenbüttel (1671–1735) für seine Ehefrau Christine Luise von Oettingen-Oettingen (1671–1747) ein Gebäude in Fachwerkbauweise errichten, das zunächst als Orangenhaus bzw. Fürstliches Gartenhaus bezeichnet wurde. Das Gebäude wurde erweitert und nach dem Tod ihres Ehemanns von Christine Luise bis zu ihrem eigenen Tod bewohnt. Christine Luise ließ auch bereits 1736 den gegenüberliegenden Schnappelberg abtragen, um freie Sicht in das Umland zu gewinnen und um ausgefahrene Hohlwege am Schnappelberg zu verschütten.
Ab 1765 wurde das baufällig gewordene Haus erneuert und ab 1777 zu einem massiven Bau aus Sandsteinquadern umgebaut. Die Gestaltung erfolgte im Stil des Rokoko. Die straßenseitige zweieinhalbgeschossige Fassade wurde schlicht und streng gehalten. Es bestehen drei Risalite, die mit geschweiften Giebeln bekrönt sind. Im Giebel auf der Straßenseite befindet sich die Initiale C für Herzog Karl I. von Braunschweig-Wolfenbüttel (1713–1780). Die Seitenrisalite sind vierachsig und damit breiter als der Mittelrisalit ausgeführt. Bedeckt ist das Haus mit einem Walmdach. In den 1790er Jahren wurden nach Osten und Westen langgestreckte, mit Brettern verschalte Anbauten angefügt, in denen sich ursprünglich eine Kapelle, ein Gewächshaus und Ställe befanden. Aufgrund eines natürlichen Geländegefälles bestehen am Haus unterschiedliche Geschosshöhen, so dass das Gebäude auf der Gartenseite nur eineinhalbgeschossig ist.
Im 19. Jahrhundert wurde ein Teil des sich über zwei Geschosse erstreckenden zentralen Saales abgetrennt. Seit Ende des 19. Jahrhunderts befand sich ein Denkmal zu Ehren Herzog Wilhelms (1806–1884) östlich vor dem Kleinen Schloss.

### Wohnsitz der Welfen und Städtisches Museum im 20. Jahrhundert
Von 1914 bis 1918 diente das Haus als einer der Wohnsitze der Familie von Ernst August von Braunschweig und Lüneburg (1887–1953). 1917 brachte hier seine Ehefrau Viktoria Luise von Preußen (1892–1980) die gemeinsame Tochter Friederike von Hannover (1917–1981), spätere Königin von Griechenland, zur Welt. Nach 1945, als die Welfen in die britische Besatzungszone übersiedelten, wurde das Gebäude zu Volkseigentum erklärt.
Ab 1948 befanden sich die Städtische Kulturverwaltung, das Stadtarchiv, die Volks- und Musikbücherei sowie das Städtische (Heimat-)Museum in den Räumlichkeiten. Die zugehörige Sammlung hatte ihren Ursprung im 1884 gegründeten Vereinsmuseum des Harzvereins für Geschichte und Altertumskunde, Ortsverband Blankenburg, das 1895 zum Städtischen Museum wurde und nach mehreren Ortswechseln schließlich im Kleinen Schloss unterkam. Die Objekte entstammten vor allem bürgerlichen Schenkungen und Ankäufen in den 1930ern. 
Im Jahr 1953 wurde die Kopie des Braunschweiger Löwen, die sich ursprünglich auf der Terrasse des Großen Schlosses befand, vor der Gartenfront des Kleinen Schlosses aufgestellt. Die Großplastik blickt in Richtung Braunschweig, der ehemaligen Hauptstadt des Herzogtums Braunschweig bzw. Freistaates Braunschweig, zu dem auch Blankenburg bis 1945 gehörte.

### Heutige Nutzung

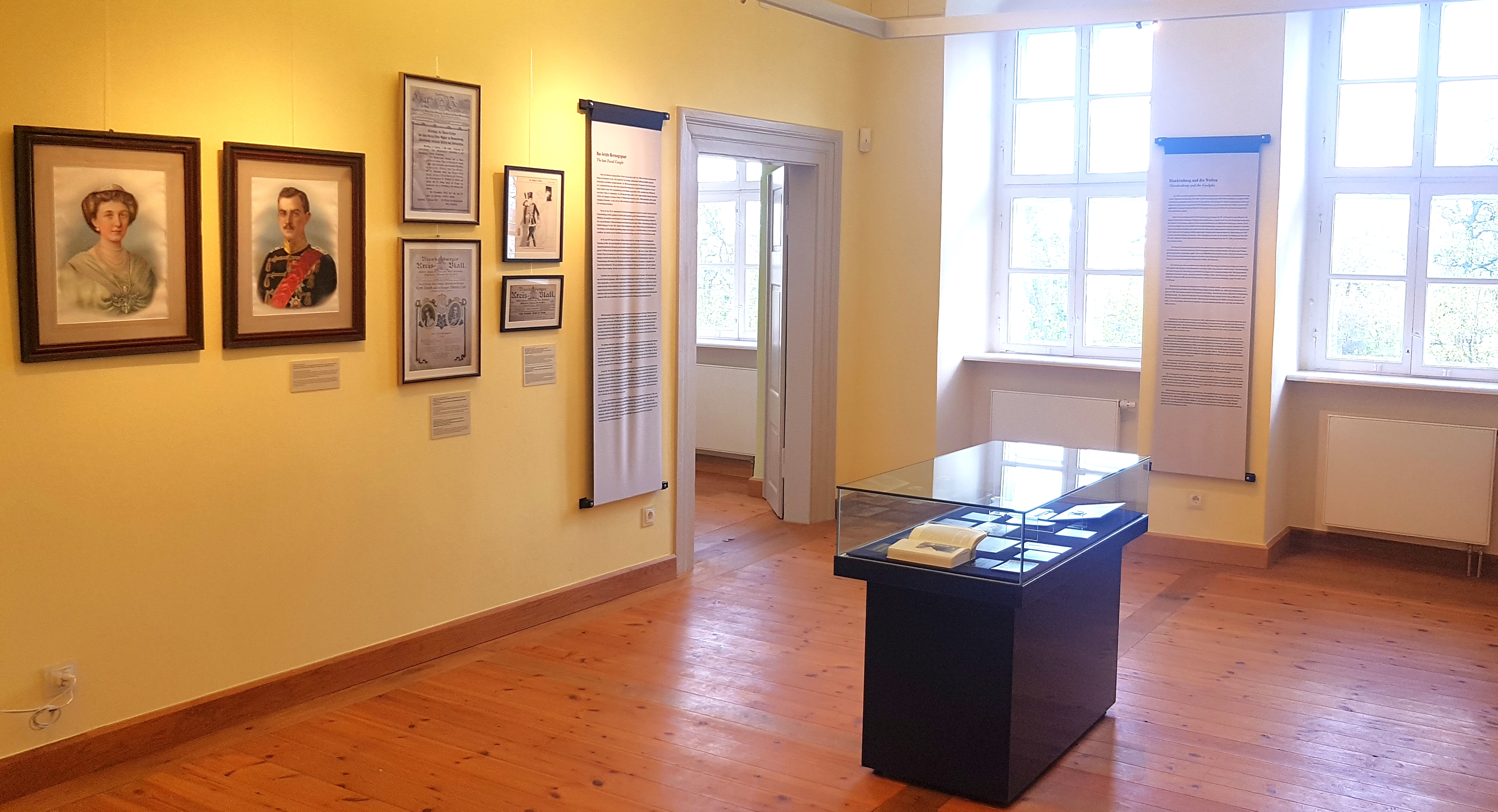
Seit 2022 bestehender Ausstellungsraum im Kleinen Schloss

Im Jahr 2010 musste das Museum der Renovierung des Kleinen Schlosses weichen, dabei wurden auch ursprüngliche Raumaufteilungen wiederhergestellt. Nach Fertigstellung der Arbeiten zogen die Touristinformation und wenige Jahre später das Servicebüro der Harzer Wandernadel in das Kleine Schloss. Seit 2022 wurden außerdem zwei Ausstellungsräume zur Geschichte der Blankenburger Schlossgärten und der Welfen in Blankenburg eingerichtet.
Im örtlichen Denkmalverzeichnis ist das Schloss unter der Erfassungsnummer 094 00663 als Baudenkmal verzeichnet.